# طواف المجر 2024
طواف المجر 2024 (بالمجرية: 2024-es Tour de Hongrie)‏ هو سباق دراجات هوائية، وهو الموسم الخامس والأربعين من طواف المجر، وأقيم خلال الفترة من 8 مايو 2024، وحتى 12 مايو 2024 ضمن سباقات سلسلة سباقات الاتحاد الدولي للدراجات للمحترفين 2024.
فاز في ترتيب النقاط وبالمركز الأول Thibau Nys ‏، وحلَّ في المركز الثاني إيمانويل بوخمان، بينما جاء ووت بويلس في المركز الثالث، وفاز في تصنيف الجنسيات مارتون دينا، في حين نال Siebe Deweirdt ‏ صدارة تصنيف الجبال، أما ترتيب الفرق، فقد فاز به فريق الدراجات Q36.5 ‏.

## الفرق
| فرق عالمية (8)- Astana Qazaqstan Team - Bahrain Victorious - Bora-Hansgrohe - Ineos Grenadiers - Lidl-Trek - Team dsm-firmenich PostNL - Team Jayco AlUla - UAE Team Emirates فرق برو (8)- أوسكالتيل أوسكادي 2024 ‏ - Lotto Dstny - فريق Q36.5 موسم 2024 ‏ - Unibet Tietema Rockets ‏ - Team Solution Tech–Vini Fantini ‏ - سبورت فلاندرين بالويس ‏ - إيولو كوميت ‏ - سويس ريسينغ أكادمي 2024 ‏ فرق قارية (3)- Epronex-Hungary Cycling Team ‏ - Pierre Baguette Cycling ‏ - كولباك ‏ فريق وطني- فريق المجر لركوب الدراجات للرجال‏ |  |
| |  |

## المراحل
| قائمة المراحل | قائمة المراحل | قائمة المراحل              | قائمة المراحل      | قائمة المراحل | قائمة المراحل | قائمة المراحل   | قائمة المراحل  |
| المرحلة       | التاريخ       | الدورة                     |                    | المسافة (كم)  | الارتفاع      | الفائز بالمرحلة | القائد العام   |
| ------------- | ------------- | -------------------------- | ------------------ | ------------- | ------------- | --------------- | -------------- |
| المرحلة 1     | 8 مايو        | Karcag ‏ – Hajdúszoboszló ‏  | مرحلة مستوية       | 166٫1         | 340 م         | سام ويلسفورد    | سام ويلسفورد   |
| المرحلة 2     | 9 مايو        | Tokaj ‏ – Kazincbarcika ‏    | مرحلة جبلية        | 162٫1         | 1٬023 م       | مارك كافنديش    | جمهورية التشيك |
| المرحلة 3     | 10 مايو       | Kazincbarcika ‏ – ديونديوش ‏ | مرحلة جبلية        | 182٫7         | 2٬716 م       | Thibau Nys ‏     | Thibau Nys ‏    |
| المرحلة 4     | 11 مايو       | بودابست – Etyek ‏           | مرحلة جبلية متوسطة | 165٫5         | 1٬451 م       | Thibau Nys ‏     | Thibau Nys ‏    |
| المرحلة 5     | 12 مايو       | Siófok ‏ – بيتش             | مرحلة جبلية متوسطة | 173٫2         | 2٬341 م       | ووت بويلس       | Thibau Nys ‏    |

## النتيجة

### مرحلة 1
هي مرحلة مستوية، أقيمت في 8 مايو 2024، وامتدّت لمسافة 166.1 كيلومتر. فاز بالمركز الأول، وتصدر ترتيب النقاط والترتيب العام سام ويلسفورد، وتصدر تصنيف الجنسيات Balázs Rózsa ‏، أما ترتيب الفرق، فقد فاز به 2024 Pierre Baguette Cycling ‏.
| التصنيف العام         | التصنيف العام    | التصنيف العام                     | التصنيف العام | التصنيف العام |
| العداء                | العداء           | الفريق                            | الوقت         |               |
| --------------------- | ---------------- | --------------------------------- | ------------- | ------------- |
| 1                     | سام ويلسفورد     | بورا–هانسغروه                     | 3 س 52 د 38 ث |               |
| 2                     | جمهورية التشيك   | Pierre Baguette Cycling ‏          | + 3 ث         |               |
| 3                     | Samuel Quaranta ‏ | كولباك ‏                           | + 4 ث         |               |
| 4                     | ياكوب ماريكزكو   | Team Solution Tech–Vini Fantini ‏  | + 6 ث         |               |
| 5                     | Balázs Rózsa ‏    | Epronex-Hungary Cycling Team ‏     | + 6 ث         |               |
| 6                     | Viktor Filutás ‏  | فريق المجر لركوب الدراجات للرجال ‏ | + 6 ث         |               |
| 7                     | مارك هيرشي       | فريق الإمارات                     | + 8 ث         |               |
| 8                     | Lander Loockx ‏   | Unibet Tietema Rockets ‏           | + 9 ث         |               |
| 9                     | نيكلاس بيديرسين ‏ | Unibet Tietema Rockets ‏           | + 10 ث        |               |
| 10                    | Manuel Peñalver ‏ | إيولو كوميت ‏                      | + 10 ث        |               |
|                       |                  |                                   |               |               |
| مصدر: ProCyclingStats |                  |                                   |               |               |

### مرحلة 2
هي مرحلة جبلية، أقيمت في 9 مايو 2024، وامتدّت لمسافة 162.1 كيلومتر. فاز بالمركز الأول مارك كافنديش، أما ترتيب الفرق، فقد فاز به 2024 Pierre Baguette Cycling ‏، وتصدر تصنيف الجنسيات Zsolt Istlstekker ‏، وتصدر ترتيب التسلق Siebe Deweirdt ‏، وتصدر ترتيب النقاط والترتيب العام Martin Voltr ‏.
| التصنيف العام         | التصنيف العام                                   | التصنيف العام                     | التصنيف العام | التصنيف العام |
| العداء                | العداء                                          | الفريق                            | الوقت         |               |
| --------------------- | ----------------------------------------------- | --------------------------------- | ------------- | ------------- |
| 1                     | جمهورية التشيك · قميص أصفر لمتصدر الترتيب العام | Pierre Baguette Cycling ‏          | 7 س 37 د 44 ث |               |
| 2                     | مارك كافنديش                                    | فريق آستانا                       | + 5 ث         |               |
| 3                     | سام ويلسفورد                                    | بورا–هانسغروه                     | + 5 ث         |               |
| 4                     | Zsolt Istlstekker ‏                              | Epronex-Hungary Cycling Team ‏     | + 10 ث        |               |
| 5                     | جون ابرستوري                                    | أوسكالتيل أوسكادي ‏                | + 11 ث        |               |
| 6                     | ياكوب ماريكزكو                                  | Team Solution Tech–Vini Fantini ‏  | + 11 ث        |               |
| 7                     | Balázs Rózsa ‏                                   | Epronex-Hungary Cycling Team ‏     | + 11 ث        |               |
| 8                     | Viktor Filutás ‏                                 | فريق المجر لركوب الدراجات للرجال ‏ | + 11 ث        |               |
| 9                     | Siebe Deweirdt ‏                                 | سبورت فلاندرين بالويس ‏            | + 12 ث        |               |
| 10                    | مارك هيرشي                                      | فريق الإمارات                     | + 13 ث        |               |
|                       |                                                 |                                   |               |               |
| مصدر: ProCyclingStats |                                                 |                                   |               |               |

### مرحلة 3
هي مرحلة جبلية، أقيمت في 10 مايو 2024، وامتدّت لمسافة 182.7 كيلومتر. فاز بالمركز الأول، وتصدر الترتيب العام Thibau Nys ‏، وتصدر ترتيب التسلق Siebe Deweirdt ‏، وتصدر تصنيف الجنسيات مارتون دينا، أما ترتيب الفرق، فقد فاز به فريق الإمارات 2024 ‏، وتصدر ترتيب النقاط Martin Voltr ‏.
| التصنيف العام         | التصنيف العام   | التصنيف العام                         | التصنيف العام  | التصنيف العام |
| العداء                | العداء          | الفريق                                | الوقت          |               |
| --------------------- | --------------- | ------------------------------------- | -------------- | ------------- |
| 1                     | Thibau Nys ‏     | تريك سيغافريدو                        | 12 س 09 د 41 ث |               |
| 2                     | دييغو يليسي     | فريق الإمارات                         | + 4 ث          |               |
| 3                     | إيمانويل بوخمان | بورا–هانسغروه                         | + 6 ث          |               |
| 4                     | Yannis Voisard ‏ | سويس ريسينغ أكادمي ‏                   | + 14 ث         |               |
| 5                     | ووت بويلس       | فريق البحرين ميريدا للدراجات الهوائية | + 18 ث         |               |
| 6                     | Harm Vanhoucke ‏ | لوتو سودال                            | + 21 ث         |               |
| 7                     | كالوم سكوتسون   | فريق جايكو-العلا                      | + 21 ث         |               |
| 8                     | مارك هيرشي      | فريق الإمارات                         | + 27 ث         |               |
| 9                     | أوسكار رودريغيز | فريق إنيوس                            | + 27 ث         |               |
| 10                    | داميان هاوسون   | فريق الدراجات Q36.5 ‏                  | + 36 ث         |               |
|                       |                 |                                       |                |               |
| مصدر: ProCyclingStats |                 |                                       |                |               |

### مرحلة 4
هي مرحلة جبلية متوسطة، أقيمت في 11 مايو 2024، وامتدّت لمسافة 165.5 كيلومتر. فاز بالمركز الأول، وتصدر ترتيب النقاط والترتيب العام Thibau Nys ‏، وتصدر ترتيب التسلق Siebe Deweirdt ‏، وتصدر تصنيف الجنسيات مارتون دينا، أما ترتيب الفرق، فقد فاز به فريق الإمارات 2024 ‏.
| التصنيف العام         | التصنيف العام   | التصنيف العام                         | التصنيف العام  | التصنيف العام |
| العداء                | العداء          | الفريق                                | الوقت          |               |
| --------------------- | --------------- | ------------------------------------- | -------------- | ------------- |
| 1                     | Thibau Nys ‏     | تريك سيغافريدو                        | 15 س 42 د 33 ث |               |
| 2                     | دييغو يليسي     | فريق الإمارات                         | + 14 ث         |               |
| 3                     | إيمانويل بوخمان | بورا–هانسغروه                         | + 16 ث         |               |
| 4                     | Yannis Voisard ‏ | سويس ريسينغ أكادمي ‏                   | + 20 ث         |               |
| 5                     | ووت بويلس       | فريق البحرين ميريدا للدراجات الهوائية | + 28 ث         |               |
| 6                     | مارك هيرشي      | فريق الإمارات                         | + 31 ث         |               |
| 7                     | Harm Vanhoucke ‏ | لوتو سودال                            | + 31 ث         |               |
| 8                     | كالوم سكوتسون   | فريق جايكو-العلا                      | + 31 ث         |               |
| 9                     | أوسكار رودريغيز | فريق إنيوس                            | + 37 ث         |               |
| 10                    | داميان هاوسون   | فريق الدراجات Q36.5 ‏                  | + 46 ث         |               |
|                       |                 |                                       |                |               |
| مصدر: ProCyclingStats |                 |                                       |                |               |

### مرحلة 5
هي مرحلة جبلية متوسطة، أقيمت في 12 مايو 2024، وامتدّت لمسافة 173.2 كيلومتر. فاز بالمركز الأول ووت بويلس، وتصدر ترتيب التسلق Siebe Deweirdt ‏، وتصدر تصنيف الجنسيات مارتون دينا، وتصدر ترتيب النقاط والترتيب العام Thibau Nys ‏.
| التصنيف العام         | التصنيف العام   | التصنيف العام                         | التصنيف العام  | التصنيف العام |
| العداء                | العداء          | الفريق                                | الوقت          |               |
| --------------------- | --------------- | ------------------------------------- | -------------- | ------------- |
| 1                     | Thibau Nys ‏     | تريك سيغافريدو                        | 19 س 36 د 00 ث |               |
| 2                     | إيمانويل بوخمان | بورا–هانسغروه                         | + 12 ث         |               |
| 3                     | ووت بويلس       | فريق البحرين ميريدا للدراجات الهوائية | + 18 ث         |               |
| 4                     | دييغو يليسي     | فريق الإمارات                         | + 19 ث         |               |
| 5                     | مارك هيرشي      | فريق الإمارات                         | + 36 ث         |               |
| 6                     | Harm Vanhoucke ‏ | لوتو سودال                            | + 36 ث         |               |
| 7                     | كالوم سكوتسون   | فريق جايكو-العلا                      | + 36 ث         |               |
| 8                     | داميان هاوسون   | فريق الدراجات Q36.5 ‏                  | + 40 ث         |               |
| 9                     | أوسكار رودريغيز | فريق إنيوس                            | + 59 ث         |               |
| 10                    | Yannis Voisard ‏ | سويس ريسينغ أكادمي ‏                   | + 1 د 02 ث     |               |
|                       |                 |                                       |                |               |
| مصدر: ProCyclingStats |                 |                                       |                |               |

## المشاركون
| UAE Team Emirates UAD       | UAE Team Emirates UAD | UAE Team Emirates UAD |
| --------------------------- | --------------------- | --------------------- |
| م                           | عداء                  | مرتبة                 |
| 1                           | مارك هيرشي (طريق)     | 5                     |
| 2                           | Igor Arrieta ‏         | 33                    |
| 3                           | فيليبو بارونسيني      | 26                    |
| 4                           | Alessandro Covi ‏      | 70                    |
| 5                           | ألفارو هودج           | 108                   |
| 6                           | دييغو يليسي           | 4                     |
| مدير الرياضة: فابريزيو غيدي |                       |                       |

| Ineos Grenadiers IGD         | Ineos Grenadiers IGD | Ineos Grenadiers IGD |
| ---------------------------- | -------------------- | -------------------- |
| م                            | عداء                 | مرتبة                |
| 11                           | Andrew August ‏       | 34                   |
| 12                           | سالفاتوري بوتشيو     | 51                   |
| 13                           | Leo Hayter ‏          | 86                   |
| 14                           | أوسكار رودريغيز      | 9                    |
| 15                           | إيليا فيفياني        | 101                  |
| 16                           | Cameron Wurf ‏        | 59                   |
| مدير الرياضة: إيمانول إرفيتي |                      |                      |

| Team Jayco AlUla JAY         | Team Jayco AlUla JAY | Team Jayco AlUla JAY |
| ---------------------------- | -------------------- | -------------------- |
| م                            | عداء                 | مرتبة                |
| 21                           | ديلان جروينويغن      | 100                  |
| 22                           | Elmar Reinders ‏      | 82                   |
| 23                           | كالوم سكوتسون        | 7                    |
| 24                           | كامبل ستيوارت        | لم يبدأ-2            |
| 25                           | رودي بوتر ‏           | لم يكمل السباق-5     |
| 26                           | Kelland O'Brien ‏     | 30                   |
| مدير الرياضة: تريستان هوفمان |                      |                      |

| Lidl-Trek LTK                | Lidl-Trek LTK         | Lidl-Trek LTK |
| ---------------------------- | --------------------- | ------------- |
| م                            | عداء                  | مرتبة         |
| 31                           | Natnael Tesfatsion ‏   | 40            |
| 32                           | فابيو فلين            | 36            |
| 33                           | Jacopo Mosca ‏         | 71            |
| 34                           | Thibau Nys ‏           | 1             |
| 35                           | Mathias Vacek ‏ (طريق) | 20            |
| 36                           | Otto Vergaerde ‏       | 75            |
| مدير الرياضة: Markel Irizar ‏ |                       |               |

| Team dsm-firmenich PostNL DFP | Team dsm-firmenich PostNL DFP | Team dsm-firmenich PostNL DFP |
| ----------------------------- | ----------------------------- | ----------------------------- |
| م                             | عداء                          | مرتبة                         |
| 41                            | Pavel Bittner ‏                | 64                            |
| 42                            | فرانك فان دن بروك ‏            | 17                            |
| 43                            | Robbe Dhondt ‏                 | 49                            |
| 44                            | Emīls Liepiņš ‏ (طريق)         | 78                            |
| 45                            | Niklas Märkl ‏                 | لم يكمل السباق-5              |
| مدير الرياضة: Philip West‏     |                               |                               |

| Bora-Hansgrohe BOH            | Bora-Hansgrohe BOH     | Bora-Hansgrohe BOH |
| ----------------------------- | ---------------------- | ------------------ |
| م                             | عداء                   | مرتبة              |
| 51                            | إيمانويل بوخمان (طريق) | 2                  |
| 52                            | Alexander Hajek ‏       | 23                 |
| 53                            | Filip Maciejuk ‏        | 68                 |
| 54                            | سام ويلسفورد           | 80                 |
| 55                            | Ben Zwiehoff ‏          | 18                 |
| 56                            | تشيزاري بينديتي        | 66                 |
| مدير الرياضة: Shane Archbold ‏ |                        |                    |

| Bahrain Victorious TBV    | Bahrain Victorious TBV | Bahrain Victorious TBV |
| ------------------------- | ---------------------- | ---------------------- |
| م                         | عداء                   | مرتبة                  |
| 61                        | ووت بويلس              | 3                      |
| 62                        | Alberto Bruttomesso ‏   | 84                     |
| 63                        | يوكيا أراشيرو          | 65                     |
| 64                        | Łukasz Wiśniowski ‏     | 76                     |
| 65                        | Dušan Rajović ‏         | 99                     |
| 66                        | كاميرون سكوت           | 102                    |
| مدير الرياضة: ميخال غولاش |                        |                        |

| Astana Qazaqstan Team AST   | Astana Qazaqstan Team AST | Astana Qazaqstan Team AST |
| --------------------------- | ------------------------- | ------------------------- |
| م                           | عداء                      | مرتبة                     |
| 71                          | مارك كافنديش              | 93                        |
| 72                          | سيس بول                   | 95                        |
| 73                          | يفغيني جيديتش             | 96                        |
| 74                          | Michele Gazzoli ‏          | 77                        |
| 75                          | مايكل موركوف              | 92                        |
| 76                          | Gleb Syritsa ‏             | 85                        |
| مدير الرياضة: ماريو مانزوني |                           |                           |

| إيولو كوميت ‏ PTK            | إيولو كوميت ‏ PTK     | إيولو كوميت ‏ PTK |
| --------------------------- | -------------------- | ---------------- |
| م                           | عداء                 | مرتبة            |
| 81                          | Erik Fetter ‏         | 50               |
| 82                          | Álex Martín ‏         | 53               |
| 83                          | David Martin ‏        | 89               |
| 84                          | Manuel Peñalver ‏     | 105              |
| 85                          | ESP                  | 47               |
| 86                          | Diego Pablo Sevilla ‏ | 39               |
| مدير الرياضة: Biagio Conte ‏ |                      |                  |

| سويس ريسينغ أكادمي ‏ TUD       | سويس ريسينغ أكادمي ‏ TUD   | سويس ريسينغ أكادمي ‏ TUD |
| ----------------------------- | ------------------------- | ----------------------- |
| م                             | عداء                      | مرتبة                   |
| 91                            | لوكاس أريكسون (طريق)      | 28                      |
| 92                            | Sebastian Kolze Changizi ‏ | لم يبدأ-2               |
| 93                            | Miká Heming ‏              | لم يكمل السباق-5        |
| 94                            | Simon Pellaud ‏            | 57                      |
| 95                            | Yannis Voisard ‏           | 10                      |
| 96                            | جويل سوتير                | لم يكمل السباق-5        |
| مدير الرياضة: Marcel Sieberg ‏ |                           |                         |

| Lotto Dstny LTD           | Lotto Dstny LTD     | Lotto Dstny LTD  |
| ------------------------- | ------------------- | ---------------- |
| م                         | عداء                | مرتبة            |
| 101                       | جاكوبو غوارنييري    | لم يكمل السباق-5 |
| 102                       | Johannes Adamietz ‏  | 27               |
| 103                       | Mathijs Paasschens ‏ | 63               |
| 104                       | إدواردو سيبولفيدا   | 12               |
| 105                       | Harm Vanhoucke ‏     | 6                |
| 106                       | Jarne Van de Paar ‏  | 98               |
| مدير الرياضة: ماريو آيرتس |                     |                  |

| فريق الدراجات Q36.5 ‏ Q36   | فريق الدراجات Q36.5 ‏ Q36 | فريق الدراجات Q36.5 ‏ Q36 |
| -------------------------- | ------------------------ | ------------------------ |
| م                          | عداء                     | مرتبة                    |
| 111                        | كارل فريدريك هاغن        | 21                       |
| 112                        | داميان هاوسون            | 8                        |
| 113                        | Kamil Małecki ‏           | 56                       |
| 114                        | ماتيو موشيتي             | لم يكمل السباق-5         |
| 115                        | ماتيو باديلاتي           | 11                       |
| 116                        | Nicolò Parisini ‏         | 69                       |
| مدير الرياضة: بيوتر واديكي |                          |                          |

| سبورت فلاندرين بالويس ‏ TFB  | سبورت فلاندرين بالويس ‏ TFB | سبورت فلاندرين بالويس ‏ TFB |
| --------------------------- | -------------------------- | -------------------------- |
| م                           | عداء                       | مرتبة                      |
| 121                         | Kamiel Bonneu ‏             | 16                         |
| 122                         | Ward Vanhoof ‏              | 55                         |
| 123                         | Lars Craps ‏                | 19                         |
| 124                         | Siebe Deweirdt ‏            | 87                         |
| 125                         | Elias Maris ‏               | 52                         |
| 126                         | Vincent Van Hemelen ‏       | 38                         |
| مدير الرياضة: هانز دي كليرك |                            |                            |

| أوسكالتيل أوسكادي ‏ EUS      | أوسكالتيل أوسكادي ‏ EUS    | أوسكالتيل أوسكادي ‏ EUS |
| --------------------------- | ------------------------- | ---------------------- |
| م                           | عداء                      | مرتبة                  |
| 131                         | جون ابرستوري              | 81                     |
| 132                         | Andoni López de Abetxuko ‏ | لم يكمل السباق-5       |
| 133                         | فيكتور دي لا بارتي        | 22                     |
| 134                         | Joan Bou ‏                 | 31                     |
| 135                         | Mikel Bizkarra ‏           | 15                     |
| 136                         | Gotzon Martín ‏            | 25                     |
| مدير الرياضة: Jorge Azanza ‏ |                           |                        |

| Team Solution Tech–Vini Fantini ‏ COR | Team Solution Tech–Vini Fantini ‏ COR | Team Solution Tech–Vini Fantini ‏ COR |
| ------------------------------------ | ------------------------------------ | ------------------------------------ |
| م                                    | عداء                                 | مرتبة                                |
| 141                                  | نيكولو بونيفازيو                     | 83                                   |
| 142                                  | روبرتو غونزاليس ‏                     | 54                                   |
| 143                                  | Etienne van Empel ‏                   | 41                                   |
| 144                                  | Lorenzo Quartucci ‏                   | 48                                   |
| 145                                  | ياكوب ماريكزكو                       | لم يكمل السباق-5                     |
| 146                                  | كريستيان سباراغلي                    | 32                                   |
| مدير الرياضة: Francesco Frassi ‏      |                                      |                                      |

| Unibet Tietema Rockets ‏ TDT | Unibet Tietema Rockets ‏ TDT | Unibet Tietema Rockets ‏ TDT |
| --------------------------- | --------------------------- | --------------------------- |
| م                           | عداء                        | مرتبة                       |
| 151                         | Abram Stockman ‏             | 29                          |
| 152                         | Adam Ťoupalík ‏              | 46                          |
| 153                         | Baptiste Huyet ‏             | 42                          |
| 154                         | Charles Paige ‏              | 35                          |
| 155                         | Lander Loockx ‏              | 14                          |
| 156                         | نيكلاس بيديرسين ‏            | 67                          |
| مدير الرياضة: Rob Harmeling |                             |                             |

| Epronex-Hungary Cycling Team ‏ EPR | Epronex-Hungary Cycling Team ‏ EPR | Epronex-Hungary Cycling Team ‏ EPR |
| --------------------------------- | --------------------------------- | --------------------------------- |
| م                                 | عداء                              | مرتبة                             |
| 161                               | Ádám Kristóf Karl ‏                | 88                                |
| 162                               | Balázs Rózsa ‏                     | 94                                |
| 163                               | Byron Munton ‏                     | 62                                |
| 164                               | Zsolt Istlstekker‏                 | 73                                |
| 166                               | NED                               | لم يكمل السباق-5                  |

| كولباك ‏ MBH                    | كولباك ‏ MBH        | كولباك ‏ MBH |
| ------------------------------ | ------------------ | ----------- |
| م                              | عداء               | مرتبة       |
| 171                            | Christian Bagatin ‏ | 91          |
| 172                            | Sergio Meris ‏      | 37          |
| 173                            | Lorenzo Nespoli‏    | 60          |
| 174                            | Pavel Novák ‏       | 24          |
| 175                            | Samuel Quaranta ‏   | 103         |
| 176                            | Márk Valent‏        | 44          |
| مدير الرياضة: دافيدي مارتينيلي |                    |             |

| Pierre Baguette Cycling ‏ PBC | Pierre Baguette Cycling ‏ PBC | Pierre Baguette Cycling ‏ PBC |
| ---------------------------- | ---------------------------- | ---------------------------- |
| م                            | عداء                         | مرتبة                        |
| 181                          | Daniel Vysočan‏               | 43                           |
| 182                          | Tomáš Kalojíros ‏             | 104                          |
| 183                          | Andrej Liska ‏                | 74                           |
| 184                          | CZE                          | 107                          |
| 185                          | بيتر ساغان                   | 90                           |
| 186                          | CZE                          | 45                           |
| مدير الرياضة: Ján Valach ‏    |                              |                              |

| فريق المجر لركوب الدراجات للرجال‏ HUN | فريق المجر لركوب الدراجات للرجال‏ HUN | فريق المجر لركوب الدراجات للرجال‏ HUN |
| ------------------------------------ | ------------------------------------ | ------------------------------------ |
| م                                    | عداء                                 | مرتبة                                |
| 191                                  | مارتون دينا                          | 13                                   |
| 192                                  | HUN                                  | 97                                   |
| 193                                  | Barnabás Peák ‏                       | 79                                   |
| 194                                  | Zétény Szijártó‏                      | 58                                   |
| 196                                  | Viktor Filutás ‏                      | 72                                   |
| مدير الرياضة: Zsolt Dér ‏             |                                      |                                      |

| UAE Team Emirates UAD       | UAE Team Emirates UAD | UAE Team Emirates UAD |
| --------------------------- | --------------------- | --------------------- |
| م                           | عداء                  | مرتبة                 |
| 1                           | مارك هيرشي (طريق)     | 5                     |
| 2                           | Igor Arrieta ‏         | 33                    |
| 3                           | فيليبو بارونسيني      | 26                    |
| 4                           | Alessandro Covi ‏      | 70                    |
| 5                           | ألفارو هودج           | 108                   |
| 6                           | دييغو يليسي           | 4                     |
| مدير الرياضة: فابريزيو غيدي |                       |                       |

| Ineos Grenadiers IGD         | Ineos Grenadiers IGD | Ineos Grenadiers IGD |
| ---------------------------- | -------------------- | -------------------- |
| م                            | عداء                 | مرتبة                |
| 11                           | Andrew August ‏       | 34                   |
| 12                           | سالفاتوري بوتشيو     | 51                   |
| 13                           | Leo Hayter ‏          | 86                   |
| 14                           | أوسكار رودريغيز      | 9                    |
| 15                           | إيليا فيفياني        | 101                  |
| 16                           | Cameron Wurf ‏        | 59                   |
| مدير الرياضة: إيمانول إرفيتي |                      |                      |

| Team Jayco AlUla JAY         | Team Jayco AlUla JAY | Team Jayco AlUla JAY |
| ---------------------------- | -------------------- | -------------------- |
| م                            | عداء                 | مرتبة                |
| 21                           | ديلان جروينويغن      | 100                  |
| 22                           | Elmar Reinders ‏      | 82                   |
| 23                           | كالوم سكوتسون        | 7                    |
| 24                           | كامبل ستيوارت        | لم يبدأ-2            |
| 25                           | رودي بوتر ‏           | لم يكمل السباق-5     |
| 26                           | Kelland O'Brien ‏     | 30                   |
| مدير الرياضة: تريستان هوفمان |                      |                      |

| Lidl-Trek LTK                | Lidl-Trek LTK         | Lidl-Trek LTK |
| ---------------------------- | --------------------- | ------------- |
| م                            | عداء                  | مرتبة         |
| 31                           | Natnael Tesfatsion ‏   | 40            |
| 32                           | فابيو فلين            | 36            |
| 33                           | Jacopo Mosca ‏         | 71            |
| 34                           | Thibau Nys ‏           | 1             |
| 35                           | Mathias Vacek ‏ (طريق) | 20            |
| 36                           | Otto Vergaerde ‏       | 75            |
| مدير الرياضة: Markel Irizar ‏ |                       |               |

| Team dsm-firmenich PostNL DFP | Team dsm-firmenich PostNL DFP | Team dsm-firmenich PostNL DFP |
| ----------------------------- | ----------------------------- | ----------------------------- |
| م                             | عداء                          | مرتبة                         |
| 41                            | Pavel Bittner ‏                | 64                            |
| 42                            | فرانك فان دن بروك ‏            | 17                            |
| 43                            | Robbe Dhondt ‏                 | 49                            |
| 44                            | Emīls Liepiņš ‏ (طريق)         | 78                            |
| 45                            | Niklas Märkl ‏                 | لم يكمل السباق-5              |
| مدير الرياضة: Philip West‏     |                               |                               |

| Bora-Hansgrohe BOH            | Bora-Hansgrohe BOH     | Bora-Hansgrohe BOH |
| ----------------------------- | ---------------------- | ------------------ |
| م                             | عداء                   | مرتبة              |
| 51                            | إيمانويل بوخمان (طريق) | 2                  |
| 52                            | Alexander Hajek ‏       | 23                 |
| 53                            | Filip Maciejuk ‏        | 68                 |
| 54                            | سام ويلسفورد           | 80                 |
| 55                            | Ben Zwiehoff ‏          | 18                 |
| 56                            | تشيزاري بينديتي        | 66                 |
| مدير الرياضة: Shane Archbold ‏ |                        |                    |

| Bahrain Victorious TBV    | Bahrain Victorious TBV | Bahrain Victorious TBV |
| ------------------------- | ---------------------- | ---------------------- |
| م                         | عداء                   | مرتبة                  |
| 61                        | ووت بويلس              | 3                      |
| 62                        | Alberto Bruttomesso ‏   | 84                     |
| 63                        | يوكيا أراشيرو          | 65                     |
| 64                        | Łukasz Wiśniowski ‏     | 76                     |
| 65                        | Dušan Rajović ‏         | 99                     |
| 66                        | كاميرون سكوت           | 102                    |
| مدير الرياضة: ميخال غولاش |                        |                        |

| Astana Qazaqstan Team AST   | Astana Qazaqstan Team AST | Astana Qazaqstan Team AST |
| --------------------------- | ------------------------- | ------------------------- |
| م                           | عداء                      | مرتبة                     |
| 71                          | مارك كافنديش              | 93                        |
| 72                          | سيس بول                   | 95                        |
| 73                          | يفغيني جيديتش             | 96                        |
| 74                          | Michele Gazzoli ‏          | 77                        |
| 75                          | مايكل موركوف              | 92                        |
| 76                          | Gleb Syritsa ‏             | 85                        |
| مدير الرياضة: ماريو مانزوني |                           |                           |

| إيولو كوميت ‏ PTK            | إيولو كوميت ‏ PTK     | إيولو كوميت ‏ PTK |
| --------------------------- | -------------------- | ---------------- |
| م                           | عداء                 | مرتبة            |
| 81                          | Erik Fetter ‏         | 50               |
| 82                          | Álex Martín ‏         | 53               |
| 83                          | David Martin ‏        | 89               |
| 84                          | Manuel Peñalver ‏     | 105              |
| 85                          | ESP                  | 47               |
| 86                          | Diego Pablo Sevilla ‏ | 39               |
| مدير الرياضة: Biagio Conte ‏ |                      |                  |

| سويس ريسينغ أكادمي ‏ TUD       | سويس ريسينغ أكادمي ‏ TUD   | سويس ريسينغ أكادمي ‏ TUD |
| ----------------------------- | ------------------------- | ----------------------- |
| م                             | عداء                      | مرتبة                   |
| 91                            | لوكاس أريكسون (طريق)      | 28                      |
| 92                            | Sebastian Kolze Changizi ‏ | لم يبدأ-2               |
| 93                            | Miká Heming ‏              | لم يكمل السباق-5        |
| 94                            | Simon Pellaud ‏            | 57                      |
| 95                            | Yannis Voisard ‏           | 10                      |
| 96                            | جويل سوتير                | لم يكمل السباق-5        |
| مدير الرياضة: Marcel Sieberg ‏ |                           |                         |

| Lotto Dstny LTD           | Lotto Dstny LTD     | Lotto Dstny LTD  |
| ------------------------- | ------------------- | ---------------- |
| م                         | عداء                | مرتبة            |
| 101                       | جاكوبو غوارنييري    | لم يكمل السباق-5 |
| 102                       | Johannes Adamietz ‏  | 27               |
| 103                       | Mathijs Paasschens ‏ | 63               |
| 104                       | إدواردو سيبولفيدا   | 12               |
| 105                       | Harm Vanhoucke ‏     | 6                |
| 106                       | Jarne Van de Paar ‏  | 98               |
| مدير الرياضة: ماريو آيرتس |                     |                  |

| فريق الدراجات Q36.5 ‏ Q36   | فريق الدراجات Q36.5 ‏ Q36 | فريق الدراجات Q36.5 ‏ Q36 |
| -------------------------- | ------------------------ | ------------------------ |
| م                          | عداء                     | مرتبة                    |
| 111                        | كارل فريدريك هاغن        | 21                       |
| 112                        | داميان هاوسون            | 8                        |
| 113                        | Kamil Małecki ‏           | 56                       |
| 114                        | ماتيو موشيتي             | لم يكمل السباق-5         |
| 115                        | ماتيو باديلاتي           | 11                       |
| 116                        | Nicolò Parisini ‏         | 69                       |
| مدير الرياضة: بيوتر واديكي |                          |                          |

| سبورت فلاندرين بالويس ‏ TFB  | سبورت فلاندرين بالويس ‏ TFB | سبورت فلاندرين بالويس ‏ TFB |
| --------------------------- | -------------------------- | -------------------------- |
| م                           | عداء                       | مرتبة                      |
| 121                         | Kamiel Bonneu ‏             | 16                         |
| 122                         | Ward Vanhoof ‏              | 55                         |
| 123                         | Lars Craps ‏                | 19                         |
| 124                         | Siebe Deweirdt ‏            | 87                         |
| 125                         | Elias Maris ‏               | 52                         |
| 126                         | Vincent Van Hemelen ‏       | 38                         |
| مدير الرياضة: هانز دي كليرك |                            |                            |

| أوسكالتيل أوسكادي ‏ EUS      | أوسكالتيل أوسكادي ‏ EUS    | أوسكالتيل أوسكادي ‏ EUS |
| --------------------------- | ------------------------- | ---------------------- |
| م                           | عداء                      | مرتبة                  |
| 131                         | جون ابرستوري              | 81                     |
| 132                         | Andoni López de Abetxuko ‏ | لم يكمل السباق-5       |
| 133                         | فيكتور دي لا بارتي        | 22                     |
| 134                         | Joan Bou ‏                 | 31                     |
| 135                         | Mikel Bizkarra ‏           | 15                     |
| 136                         | Gotzon Martín ‏            | 25                     |
| مدير الرياضة: Jorge Azanza ‏ |                           |                        |

| Team Solution Tech–Vini Fantini ‏ COR | Team Solution Tech–Vini Fantini ‏ COR | Team Solution Tech–Vini Fantini ‏ COR |
| ------------------------------------ | ------------------------------------ | ------------------------------------ |
| م                                    | عداء                                 | مرتبة                                |
| 141                                  | نيكولو بونيفازيو                     | 83                                   |
| 142                                  | روبرتو غونزاليس ‏                     | 54                                   |
| 143                                  | Etienne van Empel ‏                   | 41                                   |
| 144                                  | Lorenzo Quartucci ‏                   | 48                                   |
| 145                                  | ياكوب ماريكزكو                       | لم يكمل السباق-5                     |
| 146                                  | كريستيان سباراغلي                    | 32                                   |
| مدير الرياضة: Francesco Frassi ‏      |                                      |                                      |

| Unibet Tietema Rockets ‏ TDT | Unibet Tietema Rockets ‏ TDT | Unibet Tietema Rockets ‏ TDT |
| --------------------------- | --------------------------- | --------------------------- |
| م                           | عداء                        | مرتبة                       |
| 151                         | Abram Stockman ‏             | 29                          |
| 152                         | Adam Ťoupalík ‏              | 46                          |
| 153                         | Baptiste Huyet ‏             | 42                          |
| 154                         | Charles Paige ‏              | 35                          |
| 155                         | Lander Loockx ‏              | 14                          |
| 156                         | نيكلاس بيديرسين ‏            | 67                          |
| مدير الرياضة: Rob Harmeling |                             |                             |

| Epronex-Hungary Cycling Team ‏ EPR | Epronex-Hungary Cycling Team ‏ EPR | Epronex-Hungary Cycling Team ‏ EPR |
| --------------------------------- | --------------------------------- | --------------------------------- |
| م                                 | عداء                              | مرتبة                             |
| 161                               | Ádám Kristóf Karl ‏                | 88                                |
| 162                               | Balázs Rózsa ‏                     | 94                                |
| 163                               | Byron Munton ‏                     | 62                                |
| 164                               | Zsolt Istlstekker‏                 | 73                                |
| 166                               | NED                               | لم يكمل السباق-5                  |

| كولباك ‏ MBH                    | كولباك ‏ MBH        | كولباك ‏ MBH |
| ------------------------------ | ------------------ | ----------- |
| م                              | عداء               | مرتبة       |
| 171                            | Christian Bagatin ‏ | 91          |
| 172                            | Sergio Meris ‏      | 37          |
| 173                            | Lorenzo Nespoli‏    | 60          |
| 174                            | Pavel Novák ‏       | 24          |
| 175                            | Samuel Quaranta ‏   | 103         |
| 176                            | Márk Valent‏        | 44          |
| مدير الرياضة: دافيدي مارتينيلي |                    |             |

| Pierre Baguette Cycling ‏ PBC | Pierre Baguette Cycling ‏ PBC | Pierre Baguette Cycling ‏ PBC |
| ---------------------------- | ---------------------------- | ---------------------------- |
| م                            | عداء                         | مرتبة                        |
| 181                          | Daniel Vysočan‏               | 43                           |
| 182                          | Tomáš Kalojíros ‏             | 104                          |
| 183                          | Andrej Liska ‏                | 74                           |
| 184                          | CZE                          | 107                          |
| 185                          | بيتر ساغان                   | 90                           |
| 186                          | CZE                          | 45                           |
| مدير الرياضة: Ján Valach ‏    |                              |                              |

| فريق المجر لركوب الدراجات للرجال‏ HUN | فريق المجر لركوب الدراجات للرجال‏ HUN | فريق المجر لركوب الدراجات للرجال‏ HUN |
| ------------------------------------ | ------------------------------------ | ------------------------------------ |
| م                                    | عداء                                 | مرتبة                                |
| 191                                  | مارتون دينا                          | 13                                   |
| 192                                  | HUN                                  | 97                                   |
| 193                                  | Barnabás Peák ‏                       | 79                                   |
| 194                                  | Zétény Szijártó‏                      | 58                                   |
| 196                                  | Viktor Filutás ‏                      | 72                                   |
| مدير الرياضة: Zsolt Dér ‏             |                                      |                                      |

## التصنيف العام النهائي
| التصنيف العام         | التصنيف العام   | التصنيف العام                         | التصنيف العام  | التصنيف العام |
| العداء                | العداء          | الفريق                                | الوقت          |               |
| --------------------- | --------------- | ------------------------------------- | -------------- | ------------- |
| 1                     | Thibau Nys ‏     | تريك سيغافريدو                        | 19 س 36 د 00 ث |               |
| 2                     | إيمانويل بوخمان | بورا–هانسغروه                         | + 12 ث         |               |
| 3                     | ووت بويلس       | فريق البحرين ميريدا للدراجات الهوائية | + 18 ث         |               |
| 4                     | دييغو يليسي     | فريق الإمارات                         | + 19 ث         |               |
| 5                     | مارك هيرشي      | فريق الإمارات                         | + 36 ث         |               |
| 6                     | Harm Vanhoucke ‏ | لوتو سودال                            | + 36 ث         |               |
| 7                     | كالوم سكوتسون   | فريق جايكو-العلا                      | + 36 ث         |               |
| 8                     | داميان هاوسون   | فريق الدراجات Q36.5 ‏                  | + 40 ث         |               |
| 9                     | أوسكار رودريغيز | فريق إنيوس                            | + 59 ث         |               |
| 10                    | Yannis Voisard ‏ | سويس ريسينغ أكادمي ‏                   | + 1 د 02 ث     |               |
|                       |                 |                                       |                |               |
| مصدر: ProCyclingStats |                 |                                       |                |               |

### تصنيف النقاط
| تصنيف النقاط          | تصنيف النقاط     | تصنيف النقاط                          | تصنيف النقاط | تصنيف النقاط |
| العداء                | العداء           | الفريق                                | النقاط       |              |
| --------------------- | ---------------- | ------------------------------------- | ------------ | ------------ |
| 1                     | Thibau Nys ‏      | تريك سيغافريدو                        | 38 نقطة      |              |
| 2                     | مارك كافنديش     | فريق آستانا                           | 35 نقطة      |              |
| 3                     | جمهورية التشيك   | Pierre Baguette Cycling ‏              | 24 نقطة      |              |
| 4                     | Manuel Peñalver ‏ | إيولو كوميت ‏                          | 24 نقطة      |              |
| 5                     | ووت بويلس        | فريق البحرين ميريدا للدراجات الهوائية | 22 نقطة      |              |
| 6                     | إيمانويل بوخمان  | بورا–هانسغروه                         | 22 نقطة      |              |
| 7                     | دييغو يليسي      | فريق الإمارات                         | 20 نقطة      |              |
| 8                     | مارك هيرشي       | فريق الإمارات                         | 19 نقطة      |              |
| 9                     | Yannis Voisard ‏  | سويس ريسينغ أكادمي ‏                   | 18 نقطة      |              |
| 10                    | سام ويلسفورد     | بورا–هانسغروه                         | 15 نقطة      |              |
|                       |                  |                                       |              |              |
| مصدر: ProCyclingStats |                  |                                       |              |              |

### تصنيف الجبال
| تصنيف الجبال          | تصنيف الجبال         | تصنيف الجبال                          | تصنيف الجبال | تصنيف الجبال |
| العداء                | العداء               | الفريق                                | النقاط       |              |
| --------------------- | -------------------- | ------------------------------------- | ------------ | ------------ |
| 1                     | Siebe Deweirdt ‏      | سبورت فلاندرين بالويس ‏                | 21 نقطة      |              |
| 2                     | Vincent Van Hemelen ‏ | سبورت فلاندرين بالويس ‏                | 20 نقطة      |              |
| 3                     | Thibau Nys ‏          | تريك سيغافريدو                        | 17 نقطة      |              |
| 4                     | ووت بويلس            | فريق البحرين ميريدا للدراجات الهوائية | 14 نقطة      |              |
| 5                     | Christian Bagatin ‏   | كولباك ‏                               | 12 نقطة      |              |
| 6                     | إيمانويل بوخمان      | بورا–هانسغروه                         | 12 نقطة      |              |
| 7                     | دييغو يليسي          | فريق الإمارات                         | 10 نقطة      |              |
| 8                     | Kelland O'Brien ‏     | فريق جايكو-العلا                      | 8 نقطة       |              |
| 9                     | Diego Pablo Sevilla ‏ | إيولو كوميت ‏                          | 6 نقطة       |              |
| 10                    | داميان هاوسون        | فريق الدراجات Q36.5 ‏                  | 6 نقطة       |              |
|                       |                      |                                       |              |              |
| مصدر: ProCyclingStats |                      |                                       |              |              |

## تصنيف الفرق

### الفرق حسب الوقت
| تصنيف الفرق حسب الوقت | تصنيف الفرق حسب الوقت   | تصنيف الفرق حسب الوقت | تصنيف الفرق حسب الوقت |
| الفريق                | الفريق                  | الوقت                 |                       |
| --------------------- | ----------------------- | --------------------- | --------------------- |
| 1                     | فريق الدراجات Q36.5 ‏    | 58 س 52 د 20 ث        |                       |
| 2                     | فريق الإمارات           | + 11 ث                |                       |
| 3                     | بورا–هانسغروه           | + 49 ث                |                       |
| 4                     | تريك سيغافريدو          | + 1 د 02 ث            |                       |
| 5                     | لوتو سودال              | + 1 د 42 ث            |                       |
| 6                     | أوسكالتيل أوسكادي ‏      | + 2 د 31 ث            |                       |
| 7                     | سبورت فلاندرين بالويس ‏  | + 5 د 04 ث            |                       |
| 8                     | Unibet Tietema Rockets ‏ | + 5 د 41 ث            |                       |
| 9                     | فريق جايكو-العلا        | + 11 د 32 ث           |                       |
| 10                    | فريق إنيوس              | + 12 د 32 ث           |                       |
|                       |                         |                       |                       |
| مصدر: ProCyclingStats |                         |                       |                       |

## وصلات خارجية
- الموقع الرسمي
- لمحة عن سباق طواف المجر 2024 على موقع  ProCyclingStats   (برو  سايكلنج  ستاتس) - إحصاءات  محترفي  الدراجات.
- طواف المجر 2024 على موقع إحصائيات الدراجات الإحترافية (الإنجليزية)